# 海东摩崖造像
海东摩崖造像位于中国山西省临汾市安泽县马壁乡海东村河东。

## 保护
1982年，海东摩崖造像公布为安泽县文物保护单位。	
2004年5月，海东摩崖造像公布为第一批临汾市文物保护单位。
2021年8月4日，海东摩崖造像公布为第六批山西省文物保护单位，石窟寺及石刻类，年代为北齐，编号6-370。	